# اودو، پادشاه فرانک باختری
اودوی فرانسه (انگلیسی: Odo of France;. ٨۵٩/٨۶٠ – ۱ ژانویه ۸۹۸) پادشاه منتخب فرانک باختری از ۸۸۸ تا ۸۹۸ میلادی و شناخته شده به عنوان اولین پادشاه از سلسله روبرتیان بود. قبل از دست‌یابی به این عنوان اودو عنوان‌دار مناصبی همچون دوک فرانک‌ها و کنت پاریس بود.

## نگارخانه

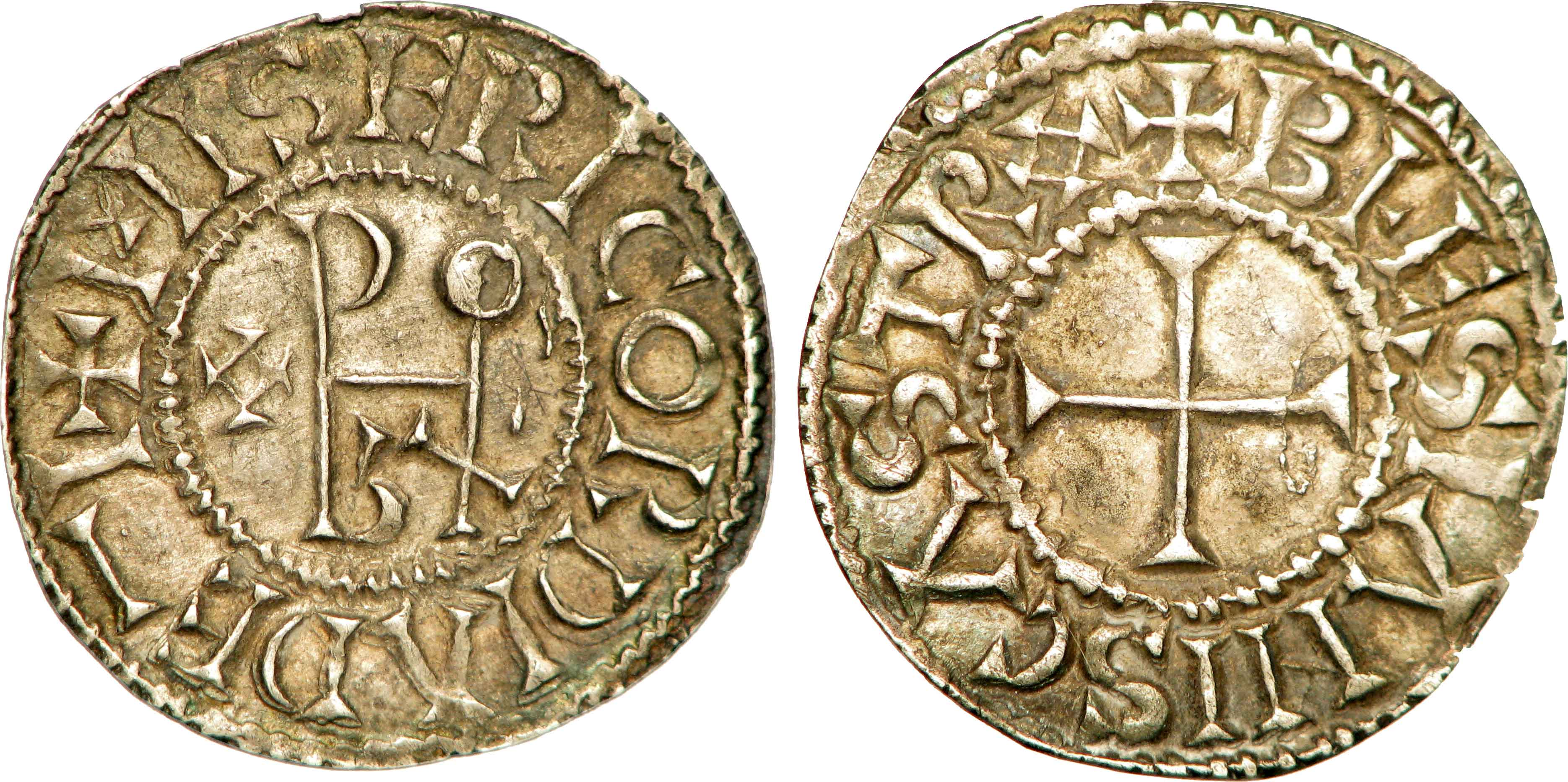
سکه‌های ضرب شده اودوی فرانسه
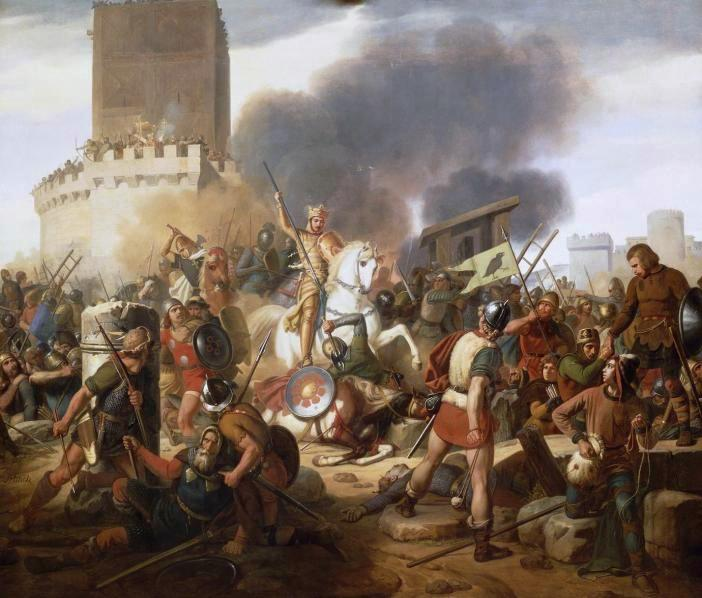
محاصره پاریس به سال (۸۸۵–۸۸۶)
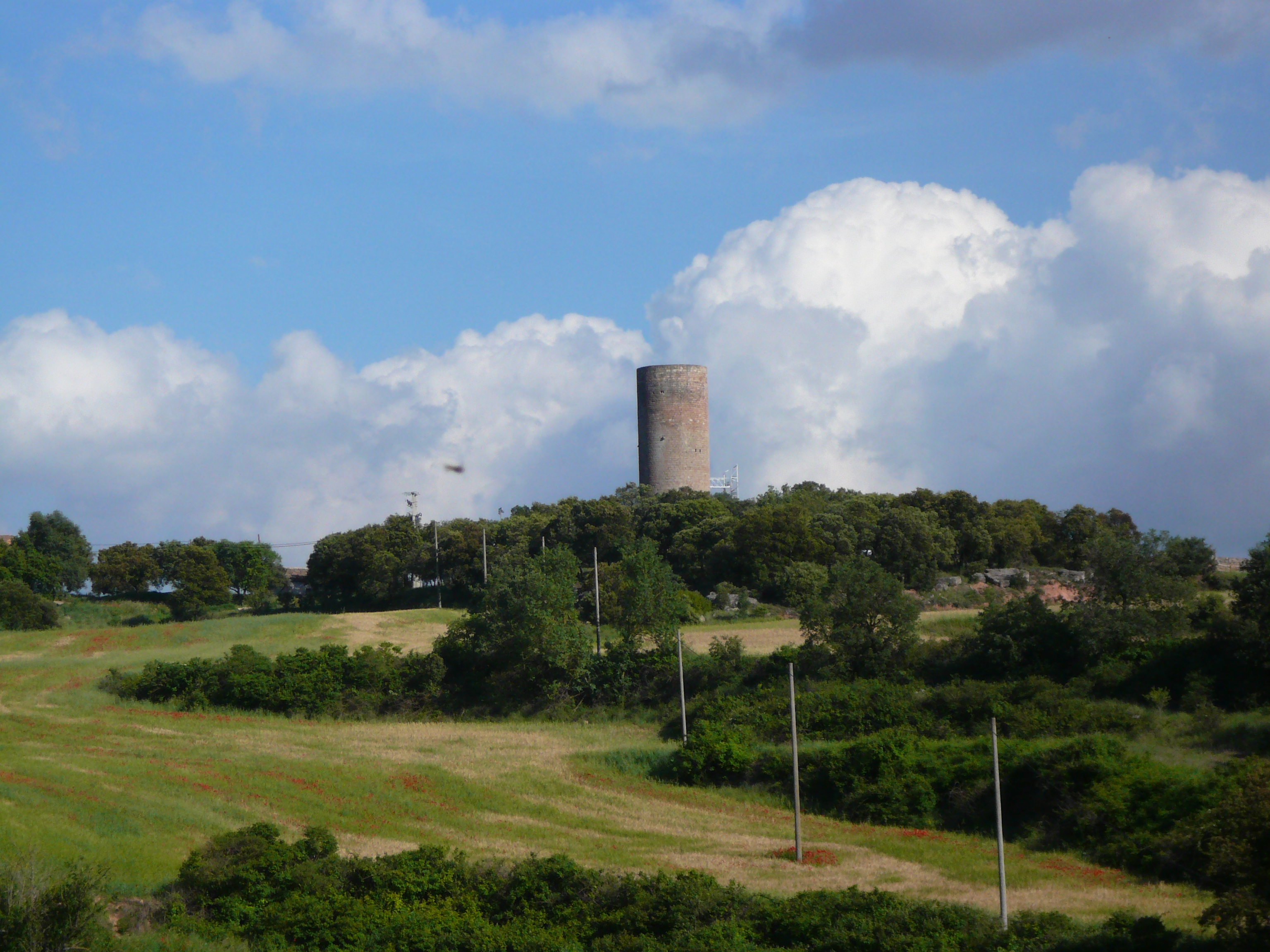